# 安徽铜陵楼房坍塌事故
2024年5月27日13时40分左右，中华人民共和国安徽省铜陵市郊区大通镇龙苑小区第48栋楼一侧发生坍塌，造成5人失聯，其中1名被尋回并紧急送医，4名之後確認死亡。

## 背景
龙苑小区地形高低起伏，包括48栋在内的很多居民楼，都建在斜坡上。事发楼栋于2001年建成，高五层，有两个单元，每个单元一层两户，一共有10户居民，坍塌的一侧有5户居民和一间地下室，另外一側則沒有地下室。龙苑小区是一个开放式小区，住房有村民自建、单位住房和商品房几种不同类型，此次事故中倒塌的居民楼則为商品房。最早的龙苑小区都是单位分房，后来房地产热，有开发商在空地上建了一些商品房，所以，小区内几十栋楼，布局杂乱，没有规律，甚至开发商、房型、楼层都不完全相同。
銅陵市的住建局近年推動老舊社區改造計畫，2018年共完成10個老舊社區整治，總改造面積高達59萬餘平方公尺，惠及7,700餘住戶，此次倒塌事件發生的社區，也是改造計畫的受惠住戶。這處社區2020年進行改造計畫，主要為外牆翻新工作。
2022年5月左右，安徽省发改委和住建厅下达铜陵市保障性安居工程配套基础设施建设2022年第一批中央预算内资金2741万元。同月，铜陵市印发《铜陵市2022年老旧小区改造实施方案》，大通镇的改造范围主要包括龙苑小区三组团、光荣小区和凤苑小区，官方称，大通镇老旧小区改造总投资约1900万元，其中光荣龙苑片区获180万元。改造内容包含：道路拓宽、增设停车位、外墙整治、管线及照明优化、空间及绿化改良等。改造时，龙苑小区的外墙，曾被重新粉刷成了徽派风格。曾負責該工程造價的工作人員告訴新京报記者，該工程的施工單位是安徽紅景天建設工程有限公司。這次改造工程以「市政道路綠化」為主，未對房屋結構進行改造。
2024年年初，铜陵市住房和城乡建设局曾召开安全生产专题会议，强调城乡房屋安全，督导县区做好恶劣天气隐患房屋巡查监测和应急除险，常态化开展自建房、群租房、商业综合体等城乡房屋隐患排查整治。
据星島日報報導，有網民指出涉事為老舊建築物，認為當局應一早將樓宇重建。
极目新闻報導，据居民介绍，该小区的房子建了至少有十年，垮塌的楼房為普通居民房，有人正常居住，天气信息显示，这几天铜陵一直在下雨。大象新闻记者从该小区附近的商户处获悉，事發近日铜陵市遭遇了强降水天气，坍塌楼房所位于小区地势低洼处，商户称“今天发生塌方的时候，我们这边还在下小雨，这个房子下面的下水管道下方，经过多日雨水冲刷出现了下沉。”据铜陵市气象台发布的消息显示，自5月24日起，气象台曾多次发布强对流黄色预警信号，并于26日将暴雨蓝色预警信号变更发布暴雨橙色预警信号，当地事發前两天曾下了一场强降雨，24小时降雨量达到163.7mm。

## 過程及搜救
5月27日13时40分左右铜陵市郊区大通镇龙苑小区48栋一侧发生坍塌，事發時下着小雨，坍塌响声持续了三四秒钟。据网友发布的现场视频显示，坍塌的楼体散落在地上变成了一片废墟，砖瓦散落一地，墙体也支离破碎，部分楼顶和楼梯挂在半空，仍伫立在原地的楼体，门窗存在不同程度损坏、变形。事发楼栋垮掉的部分将近有一个单元，3至5楼的楼梯完全坍塌，2至3楼的楼梯坠落到了一层楼梯上，半悬挂在断面处。龙苑小区一商户告诉极目新闻记者，事发后，住在48栋未坍塌侧的一名男子，使用床单等物品从四楼滑降逃生。鲁中晨报報導，當地居民稱事发楼栋周邊的宽带网络都断了。
据安徽铜陵市郊区应急管理局通报，初步排查有5人失联，失联人员中4名女性，1名男性，年龄最大的81岁，最小的12歲。还有一名三十多岁的女性，一名三十多岁的男性和一名五十多岁的女性。其他涉险人员已全部安全转移。當地消防、應急、公安等相關部門正在现场展开紧急救援，全力搜救。事發現場共有200多人參與救援，其中專業救援人員超120人。包括挖掘機、吊車在內的10余臺大型機械也在現場作業。蓝天救援队等社会救援力量随后也陆续抵达现场。
27日下午，龙苑小区居民告诉极目新闻记者，垮塌事故发生后，警方、消防、急救等众多力量都已到现场展开救援。事发现场已经拉起了警戒线，有挖掘机等大型设备作业，外人无法靠近。
27日下午，铜陵市应急管理局工作人员向极目新闻记者介绍，各部门均已赶往现场救援，暂时还不清楚该楼栋坍塌原因，“有救援信息我们会第一时间发布更新。”铜陵市郊区大通镇政府工作人员称，政府工作人员也已赶往现场，現時还在核实楼内居民的情况。南方+记者从铜陵市委宣传部获悉，坍塌现场正在开展紧急救援，尚不清楚是否有人员被困，有救援进展将进一步发布情况通报。大通镇政府工作人员称，事故发生后，当地已对受影响的周边居民组织开展安全疏散及安置工作，现场救援还没结束，人员伤亡情况目前尚不清楚。
27日20时22分左右，安徽省铜陵市郊区大通镇龙苑小区48栋坍塌事故搜救现场发现一名失联人员，已紧急送往医院。现场仍在全力搜救。至深夜11時21分，再發現一人並緊急送院。第3名獲救的失蹤者，於28日淩晨0時14分被發現，為一名12歲兒童。第4人則於凌晨0時55分被救出。 5月28日凌晨1时28分左右，安徽省铜陵市楼房坍塌事故的第5名失联人员被找到。五名失聯人員中四人確認四名死亡，一名12歲女童仍在救治。
5月28日上午，极目新闻報導，坍塌的居民楼废墟已被一圈彩钢瓦围起，48栋未倒下的另一半楼体断面处，仍能清晰看到楼房倒塌后的痕迹。

## 後續
當地住建部門在事故發生以後，在救援的同時對周邊的房屋也開展了安全排查，坍塌房屋相關承建方負責人已被公安機關控制。
5月27日晚，铜陵市应急管理局局长刘武在接受采访时表示，48栋为砖混结构楼，事故发生后，郊区政府对该栋10户居民，包括失联人员的家属，进行了情绪上的安抚、妥善的安置。住建部门在现场参与救援的同时，也对周边房屋开展了安全排查。刘武称，事故发生后，有专家对现场情况进行了初步分析，因为日前铜陵市下了一场强降雨，24小时降雨量达到163.7mm，专家推断大雨造成的浸泡，可能会对房屋的地基产生影响，有可能是导致事故的原因。
新京报采訪當地居民说，铜陵市连日来确有降雨，26日晚开始下，半夜雨停过一阵，但27日早晨又开始下，直到下午才停。26日19时20分左右，铜陵郊区水利局曾发短信提醒她称，“您所在区域1小时累计雨量超过74.7毫米”，“雨下得确实挺大，但我们这里每年都会下这么大雨，真的是雨水导致的吗？”